# Distretto di Delhi Sud Ovest
Il distretto di Delhi Sud Ovest è un distretto di Delhi, in India, di 1 749 492 abitanti. La sede del distretto è situata nel quartiere di Delhi Cantonment.